# پی‌یرس نیوانس
پی‌یرس نیوانس (به انگلیسی: Piers Nivans) نام یکی از شخصیت‌های ساختگی و قابل کنترل در بازی رزیدنت ایول ۶ است، او در سال ۱۹۸۷ متولد شد و علاقه بسیار زیادی به فعالیت‌های نظامی و ارتش داشت، پی‌یرس پس از گذراندن تحصیلاتش در آکادمی نظامی و کسب نمرات بالا از آنجا، به استخدام نیروهای ویژه ارتش درآمد و در سال ۲۰۱۰ با کریس ردفیلد دیدار کرد و پیشنهاد کریس مبنی بر فعالیت در سازمان B.S.A.A را پذیرفت، او در در واقعه لانشیانگ رزیدنت ایول ۶ که در سال ۲۰۱۳ رخ داد به ویروس سی مبتلا شد و پس از نجات کریس ردفیلد، در یک انفجار جان سپرد. حضور او در سری رزیدنت ایول ۶ صورت گرفت.